# Santa Cruz de la Palma (Gerichtsbezirk)
Der Gerichtsbezirk Santa Cruz de la Palma ist einer der zwölf Gerichtsbezirke in der Provinz Santa Cruz de Tenerife.
Der Bezirk umfasst 7 Gemeinden auf einer Fläche von 280,97 km² mit dem Hauptquartier in Santa Cruz de la Palma.

## Gemeinden
| Gemeinde                              | Einwohner (2024) | Fläche km² | Dichte Einw./km² | Cod INE | Postleitzahl        |
| ------------------------------------- | ---------------- | ---------- | ---------------- | ------- | ------------------- |
| Barlovento                            | 2.014            | 43,55      | 46               | 38007   | 38726, 38727        |
| Breña Alta                            | 7.428            | 30,82      | 241              | 38008   | 38710               |
| Breña Baja                            | 6.112            | 14,20      | 430              | 38009   | 38711, 38712        |
| Puntallana                            | 2.699            | 35,10      | 77               | 38030   | 38715               |
| San Andrés y Sauces                   | 4.296            | 42,75      | 100              | 38033   | 38720               |
| Santa Cruz de La Palma                | 15.565           | 43,38      | 359              | 38037   | 38700               |
| Villa de Mazo                         | 5.070            | 71,17      | 71               | 38053   | 38730, 38738, 38739 |
| Gerichtsbezirk Santa Cruz de la Palma | 43.184           | 280,97     | 154              | –       | –                   |